# Vincenzo Maria Coronelli
Vincenzo Maria Coronelli O.F.M.Conv. (Venezia, 16 agosto 1650 – Venezia, 9 dicembre 1718) è stato un geografo, cartografo, cosmografo ed enciclopedista italiano.

## Biografia
Vincenzo Maria Coronelli nacque a Venezia il 16 agosto del 1650, terzo figlio di una famiglia molto numerosa. Nel 1660, all'età di dieci anni, si trasferì a Ravenna e qui imparò l'arte della xilografia. Per xilografia (dal greco ξύλον, "legno" e γράφω, "scrivo") o, più italianamente, silografia, si intende l'incisione di immagini e, a volte, di brevi testi su tavolette di legno (le matrici) successivamente inchiostrate e utilizzate per la realizzazione di più esemplari dello stesso soggetto, su carta e a volte su seta, mediante la stampa con il torchio. L'abilità qui appresa dal Coronelli divenne fondamentale per la sua produzione successiva.
Nel 1663, giovanissimo, entrò nell'ordine francescano dei Frati Minori Conventuali, diventando un novizio nel 1665. Tutta la carriera ecclesiastica del Coronelli si svolse all'interno di questo ordine religioso, di cui divenne Ministro Generale nel 1701.
Nel 1666, a soli sedici anni, dopo gli studi di matematica e geografia, pubblicò la sua prima opera, un “Calendario perpetuo profano”.
Nel 1671, entrò nel Convento di Santa Maria Gloriosa dei Frari a Venezia, e nel 1672 nell'ordine del Collegio San Bonaventura a Grottaferrata, Roma dove si laureò col dottorato in teologia nel 1674. Successivamente si specializzò anche in astronomia e in matematica euclidea.
Dal 1678, Coronelli cominciò a lavorare nella geografia e gli venne commissionata la costruzione di globi che rappresentassero la Terra e i corpi celesti per il Duca di Parma Ranuccio II Farnese. Questi avevano un diametro di 175 cm ed erano di pregevole fattura.
Nel 1681, Coronelli si trasferì a Parigi, dove sarebbe rimasto due anni: la fama del Coronelli come “maestro nella produzione di Globi” divenne celebre in tutta Europa, tanto che il cardinale d'Estrées, ambasciatore francese di Luigi XIV a Roma, gli ordinò due globi da destinare a Luigi XIV, il Re Sole, per abbellire la Biblioteca Regia della Reggia di Versailles. 
Realizzati dal 1681 al 1683, questi due globi, uno terracqueo (con la rappresentazione del mondo allora conosciuto) ed uno celeste (con la rappresentazione del cielo alla nascita di Luigi XIV, dipinta e miniata da Jean-Baptiste Corneille con rappresentazioni metaforiche delle costellazioni e dei corpi celesti), misurano 382 cm di diametro e pesano circa due tonnellate ciascuno. Appartengono oggi alle collezioni della Biblioteca nazionale di Francia e sono esposti alla sede François Mitterrand.

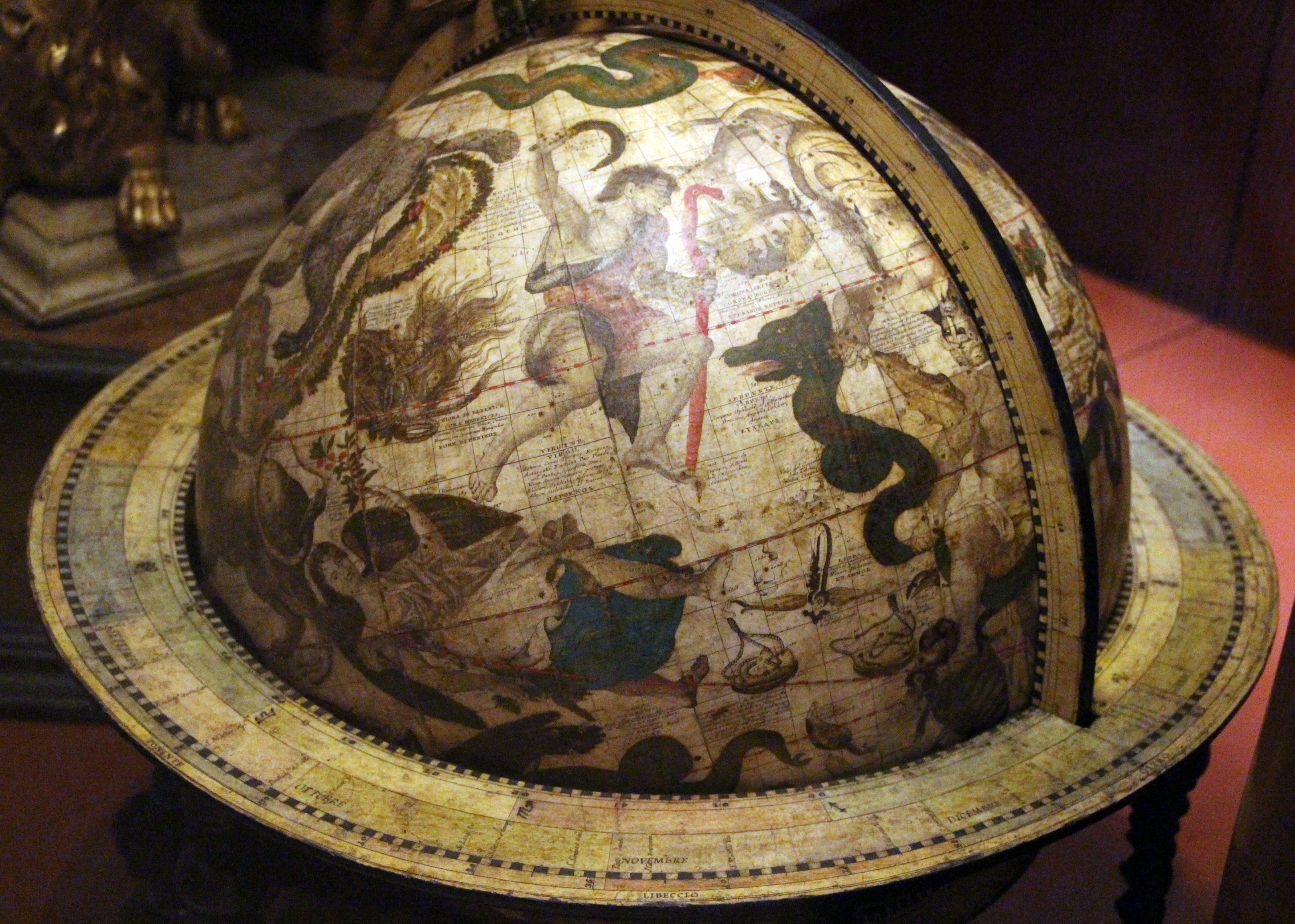
Globo celeste, Venezia, 1696, Museo Galileo, Firenze

Rientrato a Venezia nel 1684, Coronelli venne nominato cosmografo dell'Università della Repubblica Serenissima di Venezia e fondò l'Accademia degli Argonauti, la prima società geografica del mondo.
Alcuni dei globi originali del cartografo sono oggi conservati nella Biblioteca Nazionale Austriaca e in quella dell'abbazia benedettina di Melk, in Austria; due esemplari di globi del 1688 e del 1693 si trovano nella biblioteca di Treviri, in Germania.
Altre coppie di esemplari, della fine del XVII secolo, sono conservate nella Biblioteca Planettiana di Jesi, nella Biblioteca Federiciana di Fano e al Museo Nazionale della Scienza e della Tecnologia "Leonardo da Vinci" di Milano. Un'altra coppia di globi (terrestre e celeste, della cosiddetta "quinta serie") originali si trovano presso il Seminario patriarcale a Venezia, presso la Pontificia Biblioteca Antoniana a Padova e presso la Biblioteca Classense a Ravenna. Anche il Museo Correr di Venezia e il Museo Galileo di Firenze possiedono un'importante collezione di globi del cosmografo veneziano. Quelli conservati a Firenze appartengono alla serie prodotta da Coronelli presso l'Accademia Cosmografica degli Argonauti.
Coronelli morì all'età di 68 anni a Venezia, il 9 dicembre 1718, con centinaia di carte al suo attivo.

### Enciclopedista
Coronelli ha anche dedicato 30 anni della sua vita a scrivere un'innovativa Biblioteca universale sacro-profana. Prima grande enciclopedia organizzata in ordine alfabetico, questo libro doveva contare 300.000 voci distribuite in 45 volumi. Solo i primi 7 sono stati completati, che coprono le voci „A“ - „Caque“.
Tuttavia, quest'opera ha la sua importanza nel movimento enciclopedico in ragione del suo piano. L'autore aveva riservato i volumi 41 e 42 per aggiunte e correzioni, mentre i volumi 43-45 erano stati riservati per l'indice. Inoltre, ogni volume ha un indice al cui verificarsi rimanda alla numerazione dell'articolo. Per facilitare l'identificazione e riferimenti sulla pagina, un numero romano nella colonna centrale indica il numero di riga in incrementi di 10. In base alla progettazione, l'autore ha adottato una impaginazione per colonna anziché per pagina, come era pratica comune a quel tempo.
Coronelli innova anche in questo lavoro, mettendo in corsivo i titoli dei tomi, una pratica adottata da tutti in seguito.

## Opere

### I Globi di Luigi XIV

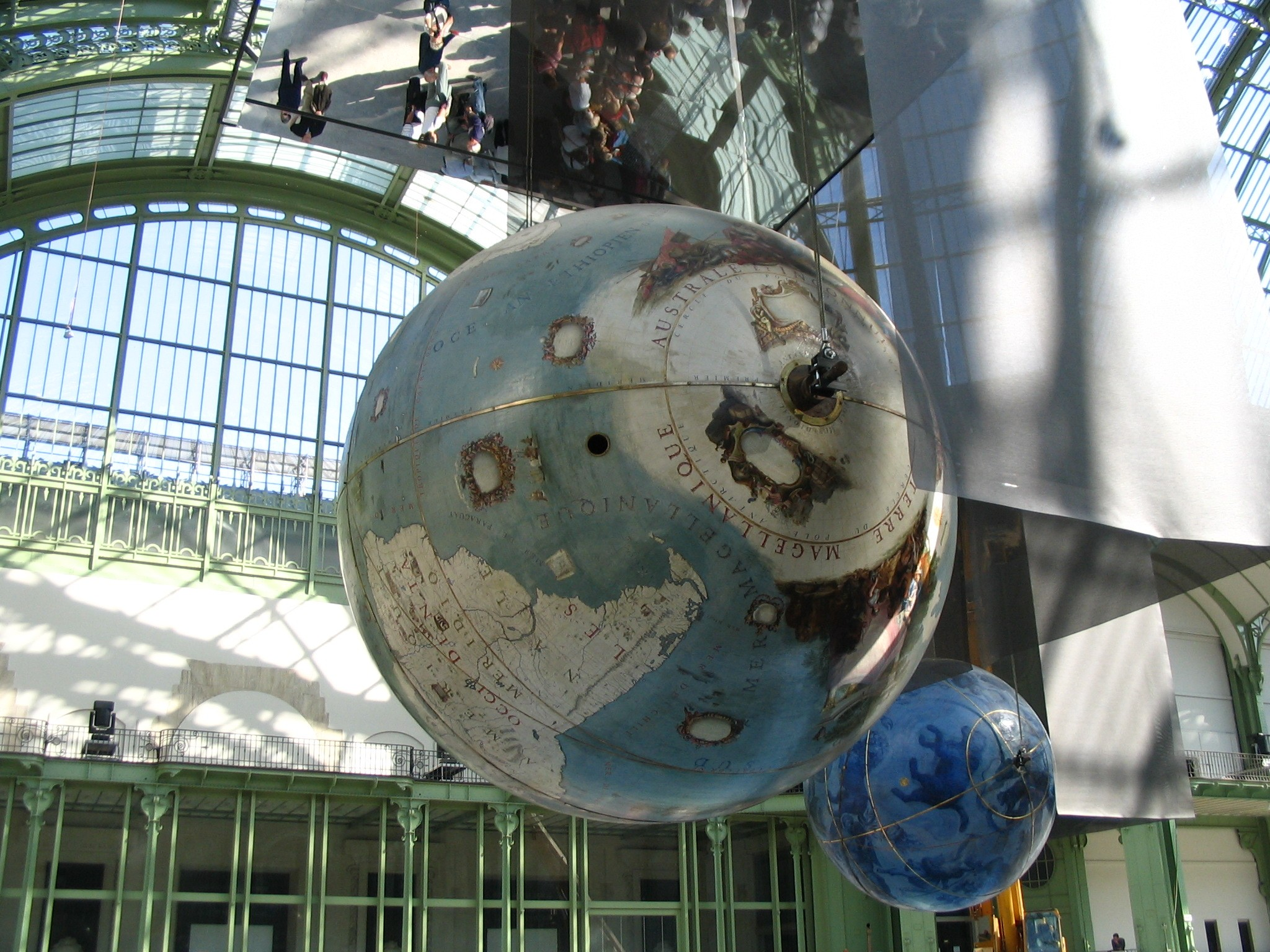
I due globi, terra e cielo, di Coronelli, creati per Luigi XIV

Il cardinale d'Estrées, ambasciatore francese di Luigi XIV a Roma, gli ordinò due nuovi globi da offrire al monarca francese. Coronelli si trasferì allora a Parigi nel 1681, dove sarebbe rimasto due anni. Realizzate dal 1681 al 1683, queste due sfere, una terrestre (con la rappresentazione del mondo allora conosciuto) e l'altra celeste (con la rappresentazione del cielo alla nascita di Luigi XIV, dipinta e miniata da Jean-Baptiste Corneille con rappresentazioni metaforiche delle costellazioni e dei corpi celesti), misurano 382 cm di diametro e pesano circa due tonnellate ciascuna. Appartengono oggi alle collezioni della Biblioteca nazionale di Francia e sono esposte alla sede François Mitterrand.

### I Globi di Bergamo
Storicamente la domanda di globi parte da una committenza principesca ed esigente, soprattutto nelle corti dell'Europa centrale e settentrionale. In Italia si consolidò l'arte dei globi rivestiti con carte terrestri o celesti, manoscritte e spesso finemente decorate. Coronelli fu tra gli iniziatori di questa arte. I globi più famosi del Coronelli si dividono in due gruppi: il primo gruppo comprende quelli costruiti per il Duca di Parma e per Luigi XIV, unici per qualità artistica; il secondo gruppo comprende i globi costruiti a partire dal 1688, frutto dell'esperienza oramai maturata. Anzi, proprio la qualità dei globi fatti per Luigi XIV creò la “domanda” dei successivi globi del Coronelli. La notorietà dei due globi del Coronelli fu tale che scatenò la richiesta da parte delle migliori committenze, desiderose di adornare le proprie biblioteche con questi elementi non solo scientifici ma soprattutto artistici.
Con questo intento arrivarono a Bergamo i due globi che oggi ammiriamo nel Salone Furietti della Biblioteca Angelo Mai. La storia dei due globi è molto legata alle vicende culturali e politiche che hanno interessato la città di Bergamo negli ultimi 500 anni. Infatti i due globi del Coronelli giunsero a Bergamo nell'anno 1692, quando il frate agostiniano e letterato bergamasco Angelo Finardi, bibliotecario del convento di S. Agostino, li fece acquistare in Venezia proprio con lo scopo di dotare la biblioteca del convento di strumenti indispensabili alla cultura. Nel 1797, il Convento di S. Agostino venne soppresso, ed entrambi i globi incapparono nelle confische delle leggi napoleoniche per essere portati a Parigi e riuniti con i globi della Reggia di Versailles, ma furono fortunatamente nascosti nella propria casa dal nobile Giovanni Battista Vertova e, nel 1834, donati da suo figlio Andrea alla Biblioteca Civica.
E proprio alla Biblioteca Civica, oggi, i due globi fanno bella mostra al centro dell'ampio Salone Furietti, sala destinata alla consultazione, ed in questo ambiente di studio, oltre a simboleggiare I'universaIità della cultura, offrono una raffinata attrazione artistica. 
A sezione perfettamente circolare, sia lungo l'equatore che lungo il meridiano, il globo terracqueo (quello terrestre) e l'uranico (quello celeste) hanno una circonferenza di m 3,33 e sono composti da 50 fogli sontuosamente decorati .
Entrambi poggiano su basi sagomate di noce, congegnate per permetterne la rotazione, da cui si diramano quattro aste arcuate in ferro, terminanti a voluta. Queste aste sostengono l'anello ligneo dell'orizzonte razionale, sul cui disco sono incise una serie di informazioni fondamentali per il letterato e lo studioso di scienze della fine del Seicento: i segni zodiacali, il calendario (composto da 365 caselle con informazioni astronomiche) ed i nomi di otto venti: tramontana, greco, Ievante, scirocco, ostro (austro), libeccio, ponente e maestro. Il loro meridiano generale, in metallo, risulta fissato all'orizzonte razionale attraverso due intagli ed in corrispondenza del polo nord si trovano ancora la rosa dei venti con otto punte ed un dimostratore orario.
Il globo terracqueo, che delinea la distribuzione delle terre e delle acque, arricchito da cartigli, figure, stemmi, animali, velieri, navigli, battaglie terrestri e navali, carovane, scene di caccia e di pesca, è molto interessante perché esibisce il ritratto del suo celebre costruttore.
Il globo celeste illustra le costellazioni (i dodici segni dello zodiaco; figure mitologiche, artisticamente disegnate secondo le descrizioni della mitologia classica; immagini anche fantasiose di animali e simboli) ed è scritto in cinque lingue: italiano, francese, latino, greco e arabo.
Sul globo terracqueo, la California è ancora disegnata come un'isola, e per ogni paese sono disegnati gli animali autoctoni. Questi globi, oltre che capolavori dell'arte, hanno uno spirito pre-enciclopedico assoluto. 
Comprati per impreziosire la biblioteca del Monastero di Sant'Agostino, nel 1797 finirono nelle mire di Napoleone che voleva espropriarli per portarli alla Reggia di Versailles, ed unirli ad altri due globi realizzati dal Coronelli per Luigi XIV e là custoditi. 
Grazie all'intervento del Conte Giovan Battista Vertova, i globi furono salvati dalla truppe napoleoniche e vennero portati a Villa Camozzi di Ranica, oggi sede dell'Istituto Mario Negri, per essere poi regalati dal figlio Andrea Vertova alla Città di Bergamo nel 1834. Dopo un primo passaggio al Palazzo della Ragione, i globi hanno trovato casa nel Salone Furietti della Civica Biblioteca Angelo Mai.

### Elenco delle opereː
- Globo terrestre e Globo celeste, 1681-1683
- Atlante Veneto, 1691-1696
- Lo Specchio del Mare, 1698
- Memorie istoriografiche delli regni della Morea e Negroponte e luoghi adiacenti, 1686.
- Ritratti de celebri Personaggi, 1697
- Roma antico-moderna, 1716
- Singolarita di Venezia, 1708-1709
- Città e Fortezze dello stato di Milano e Confinanti, 1693
- Epitome Cosmografica 1693
- Biblioteca universale sacro-profana Biblioteca universale sacro-profana, antico-moderna: in cui si spiega con ordine alfabetico ogni voce, anco straniera, che può avere significato nel nostro idioma italiano, appartenente a'qualunque materia, 7 volumi, Venezia, Antonio Tivani, 1701-1706
- Isolario, 1670-1718

### Mappe

America Settentrionale Colle Nuove Scoperti fin all' Anno 1688, Atlante Veneto
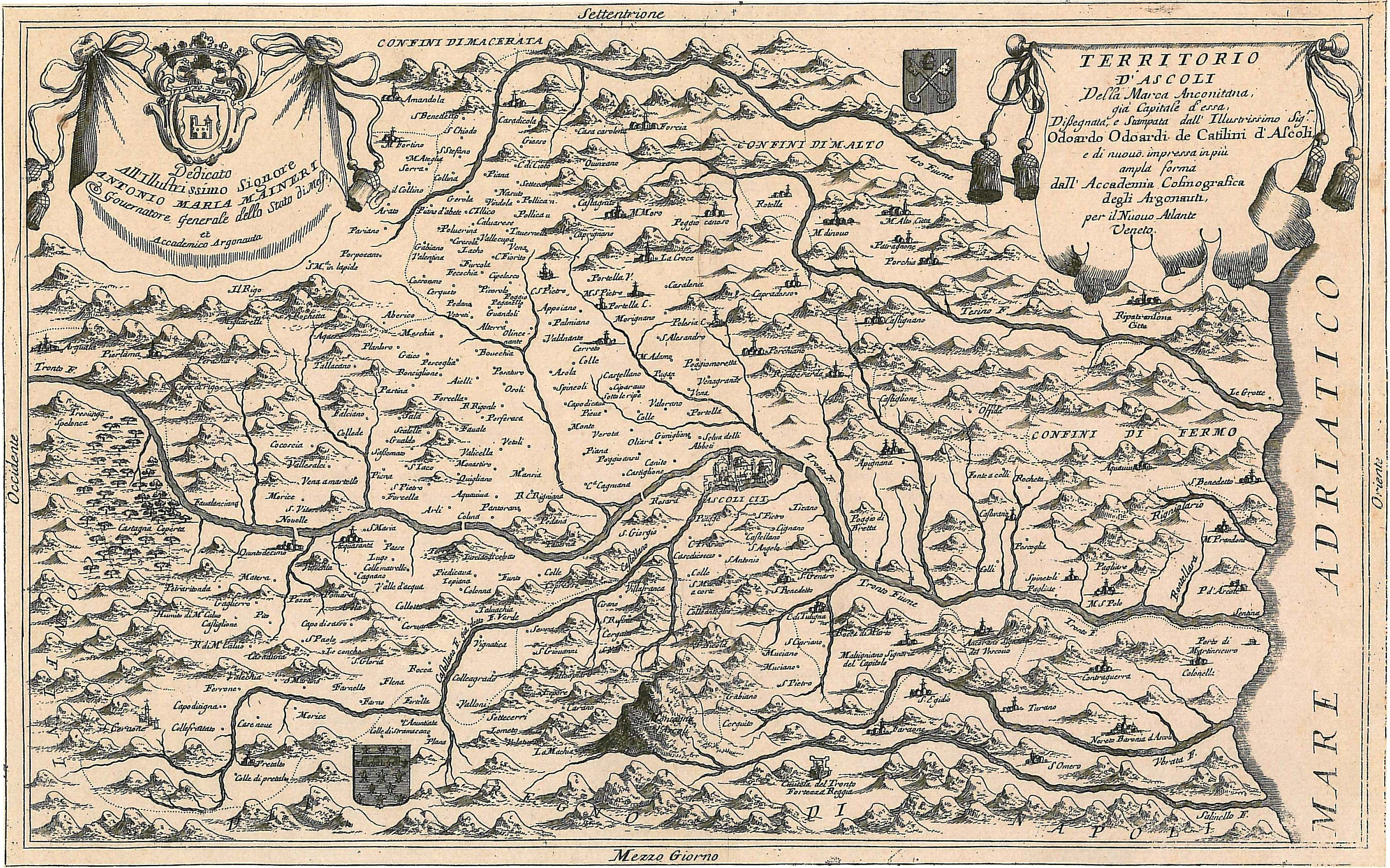
Territorio D'Ascoli Della Marca Anconitana già Capitale d'Essa, 1690-99 di Vincenzo Coronelli (Cartoteca storica delle Marche)
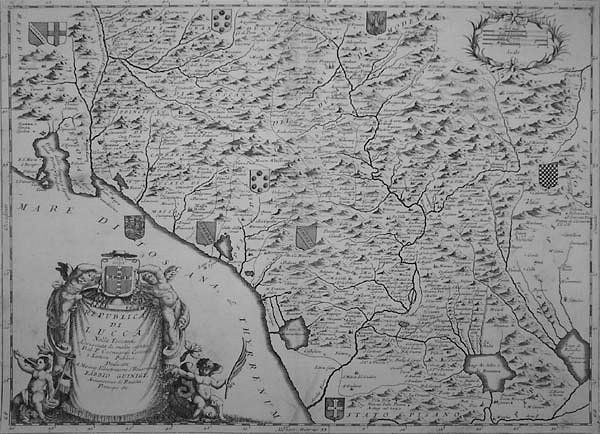
Carta geografica "REPUBLICA DI LUCCA" Cosmografo della Serenissima Repubblica di Venezia.Lastra su rame, opera originale.mm.457 x 611-Collezione privata.
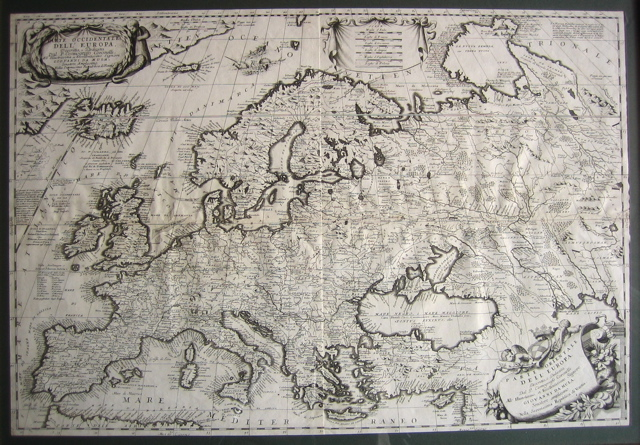
L'Europa su due fogli di V.M.Coronelli-Venezia 1690 ca.Incisione su rame.opera originale - mm.610 x 890-collezione privata.
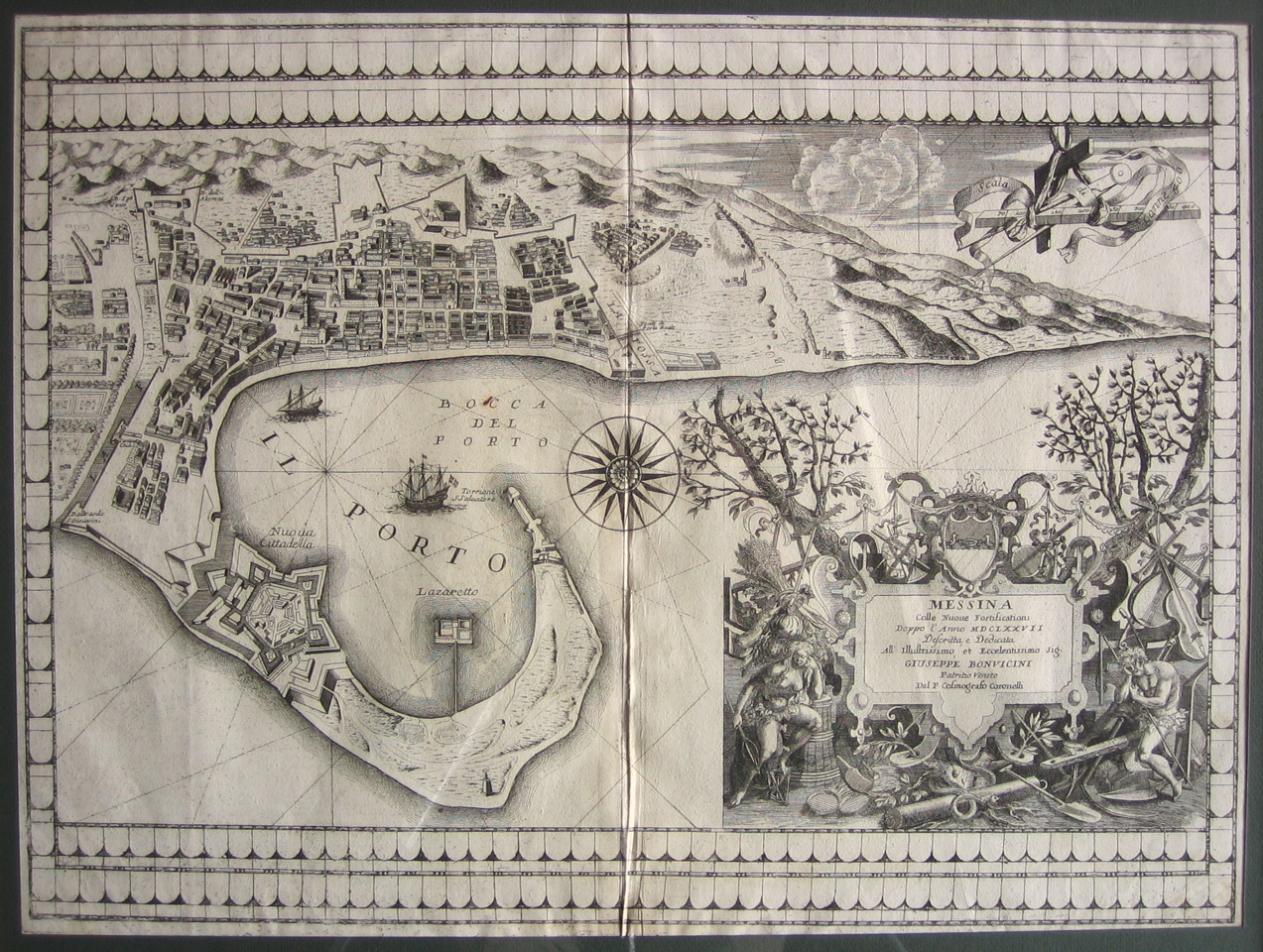
Messina "colle nuove fortificazioni dopo l'anno MDCLXXVII"-.Incisione su rame - mm.470 x 630 - collezione privata.